# Dazed and Confused
För filmen, se Dazed and Confused (film)
Dazed and Confused, sång  från 1969 av Led Zeppelin på musikalbumet Led Zeppelin. Vem som egentligen har skrivit låten råder det en viss tveksamhet om. På alla Led Zeppelins utgåvor av låten står Jimmy Page som upphovsman. Vissa hävdar dock att låten skrevs av Jake Holmes och att Page hörde låten under sin tid i The Yardbirds, gick hem och gjorde om arret totalt. The Yardbirds framförde låten live ett antal gånger, den finns även utgiven med The Yardbirds på albumet BBC Sessions.

Låten var en grundpelare i Zeppelins livespelningar t.o.m 1975. På scenen kunde låten bli över 30 minuter lång inkluderat Page spelande med stråke på gitarren, ett av hans varumärken.